# 15790 Keizan
15790 Keizan (1993 TC) là một thiên thạch xuyên Sao Hỏa được phát hiện vào ngày 8 tháng 8 năm 1993 bởi M. Mukai và M. Takeishi tại trạm thiên văn JCPM Kagoshima.

## Link ngoài
- JPL Small-Body Database Browser on 15790 Keizan